# 阿努奇諾區

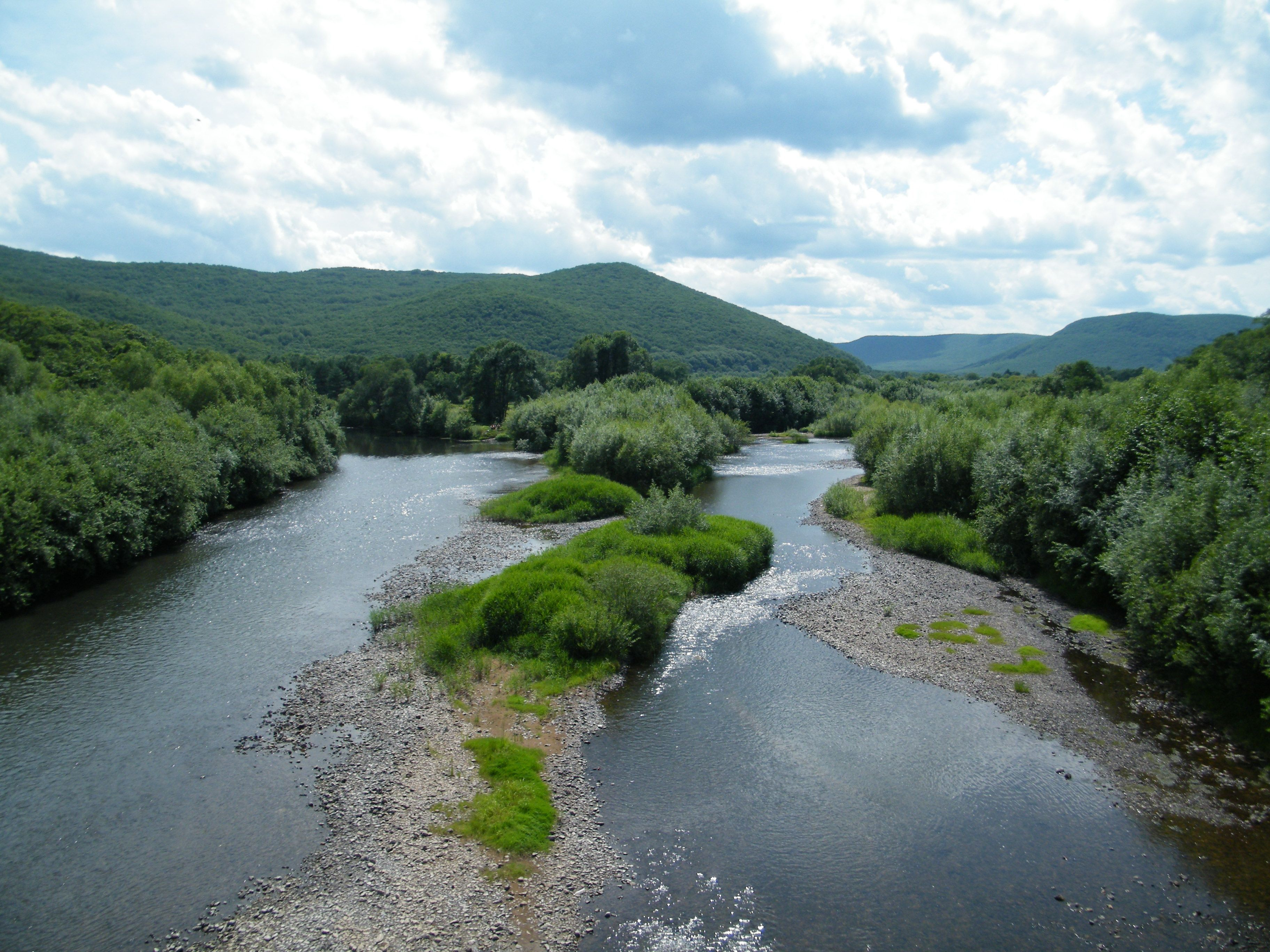

43°59′N 133°07′E / 43.983°N 133.117°E
阿努奇諾區（俄语：Анучинский район），是俄羅斯的一個區，位於該國東南部，由濱海邊疆區負責管轄，始建於1935年3月23日，面積3,796.4平方公里，2010年人口14,613，人口密度每平方公里3.85人。